# Малодорское сельское поселение
Малодорское се́льское поселе́ние или муниципальное образование «Малодорское» — упразднённое муниципальное образование со статусом сельского поселения в составе Устьянского муниципального района Архангельской области России.
Соответствует административно-территориальной единице в Устьянском районе — Малодорскому сельсовету.
Административный центр — село Малодоры.

## География
Сельское поселение находится на юго-западе Устьянского муниципального района. Граничит с Илезским сельским поселением, Октябрьским городским поселением и Ростовско-Минским сельским поселением Архангельской области, с Спасским сельским поселением, Илезским сельским поселением и Тарногским сельским поселением Тарногского района Вологодской области. Крупнейшая река в поселении — Соденьга.

## История
Муниципальное образование было образовано законом от 23 сентября 2004 года.
В сентябре 2022 года сельское поселение и остальные поселения муниципального района были упразднены и преобразованы путём их объединения в Устьянский муниципальный округ.

## Население
| 2006 | 2010 | 2011 | 2012 | 2013 | 2014 | 2015 |
| ---- | ---- | ---- | ---- | ---- | ---- | ---- |
| 1039 | ↘952 | ↘949 | ↗956 | ↘951 | ↘942 | ↘905 |
| 2016 | 2017 | 2018 | 2019 | 2020 | 2021 |      |
| ↘883 | ↘874 | ↘857 | ↗865 | ↘850 | ↘769 |      |

## Населённые пункты
На территории поселения находятся:
- Большая Вирова
- Большой Дор
- Верховская
- Глазанова
- Горочная
- Зарузская
- Кустовская
- Лыловская
- Малая Вирова
- Малодоры
- Малый Дор
- Маренинская
- Наумовская
- Подгорная
- Подосенова
- Спасская
- Черновская
- Чуриловская
- Шеломечко
- Ширшовская
- Якушевская